# Heinz Roemheld
Heinz Roemheld (Milwaukee, 1 de maig de 1901 - Huntington Beach, 11 de febrer de 1985) va ser un compositor estatunidenc.

## Primers anys de vida i carrera
Nascut com Heinz Eric Roemheld, va ser un dels quatre fills de l'immigrant alemany Heinrich Roemheld i la seva dona Fanny Rauterberg Roemheld. El seu pare era farmacèutic, però tots els membres de la família van ser músics. El seu germà Edgar Roemheld (1898-1964) esdevingué director d'orquestra. La seva germana Irmgard Roemheld (1904-1995) es va convertir en una coneguda professora de música i locutora de ràdio de Milwaukee.
Roemheld era un nen prodigi que va començar a tocar el piano als quatre anys. Es va graduar al Milwaukee College of Music als 19 anys i va actuar als teatres per guanyar diners per estudiar piano a Europa. El 1920 va anar a Berlín, on va estudiar amb Hugo Kaun, Ferruccio Busoni i Egon Petri. Mentre estava allà, va actuar en concert amb la Filharmònica de Berlín.
Quan va tornar a Amèrica, Roemheld es va dedicar a la música per a pel·lícules mudes, tant com a pianista com a director. El 1925, va ser enviat de nou a Berlín com a cap dels teatres d'Universal Pictures, però va haver de marxar el 1929 a causa de l'auge del nazisme.
De tornada als Estats Units, Roemheld es va traslladar a Los Angeles i es va convertir en un destacat compositor de cinema. Va crear algunes escenes a Allò que el vent s'endugué, inclosa la crema d'Atlanta, tot i que no va ser acreditat a la pantalla. El 1942, va guanyar l'Oscar a la millor banda sonora original per Yankee Doodle Dandy. Entre les més de 400 pel·lícules per a les quals va compondre música hi havia Gentleman Jim, La dama de Xangai, L'Home Invisible i Shine On, Harvest Moon .
Després de la Segona Guerra Mundial, Roemheld va tornar a Alemanya per convertir-se en cap de la Secció de Cinema, Teatre i Música de la Divisió Central d'Informació dels Exèrcits Americans a Europa. Va continuar escrivint per a diversos estudis de cinema importants fins a finals de la dècada de 1950 i, després de treballar breument a la televisió, es va retirar el 1964 per concentrar-se en la composició clàssica. És conegut sobretot per la cançó "Ruby" de la pel·lícula Ruby Gentry (1952), que s'ha convertit en un estàndard.

## Vida personal
Es va casar amb una antiga Miss Milwaukee, Emeline Defnet (1901-1980), de la qual es va divorciar més tard. Van tenir dues filles, Mary Lou Roemheld, que va estar casada durant anys amb el presentador Jack Narz, i Ann Roemheld, que es va casar amb el presentador Bill Cullen.

## Mort
Roemheld va morir l'11 de febrer de 1985 a Huntington Beach després de contraure una pneumònia tres setmanes abans.

## Filmografia parcial
- The White Hell of Pitz Palu (1929)
- Res de nou a l'oest (All Quiet on the Western Front) (1930)
- The Czar of Broadway (1930)
- See America Thirst (1930)
- El geperut de Notre-Dame (The Hunchback of Notre Dame) (reedició de 1931)
- Murders in the Rue Morgue (1932) (música de producció, sense acreditar)
- Golden Harvest (1933)
- L'home invisible (The Invisible Man) (1933) (sense acreditar)
- Fashion Follies of 1934 (1934)
- One Exciting Adventure (1934)
- Housewife (1934)
- Bombay Mail (1934)
- The Man Who Reclaimed His Head (1934)
- Imitation of Life (1934)
- The Black Cat (1934)
- Midnight Alibi (1934)
- Merry Wives of Reno (1934) (sense acreditar)
- Noblesa obliga (Ruggles of Red Gap) (1935)
- Storm Over the Andes (1935)
- Mary Burns, Fugitive (1935)
- Werewolf of London (1935) (sense acreditar)
- The Girl from 10th Avenue (1935)
- Front Page Woman (1935)
- Dracula's Daughter (1936)
- Her Master's Voice (1936)
- Flash Gordon (serial, 1936)
- Three Smart Kids (1936)
- The Girl on the Front Page (1936)
- Stage Struck (1936)
- Times Square Playboy (1936)
- China Clipper (1936)
- It's Love I'm After (1937)
- Sempre Eva (Stand-In) (1937)
- The Perfect Specimen (1937)
- I Met My Love Again (1938)
- Four's a Crowd (1938)
- Comet Over Broadway (1938)
- Nancy Drew, Reporter (1939)
- Allò que el vent s'endugué (Gone with the Wind) (1939) (sense acreditar)
- You Can't Get Away with Murder (1939)
- Invisible Stripes (1939)
- A Child is Born (1940)
- Brother Orchid (1940)
- No Time for Comedy (1940)
- The Man Who Talked Too Much (1940)
- Brother Rat and a Baby (1940)
- British Intelligence (1940)
- My Love Came Back (1940)
- Lady with Red Hair (1940)
- Four Mothers (1941)
- La rossa explosiva (The Strawberry Blonde) (1941)
- Flight from Destiny (1941)
- Blues in the Night (1941)
- The Wagons Roll at Night (1941)
- Affectionately Yours (1941)
- Honeymoon for Three (1941)
- Always in My Heart (1942)
- The Male Animal (1942)
- Wild Bill Hickok Rides (1942) (sense acreditar)
- Yankee Doodle Dandy (1942)
- Gentleman Jim (1942)
- The Hard Way (1943)
- The Desert Song (1943)
- Make Your Own Bed (1944)
- Janie (1944)
- Shine On, Harvest Moon (1944)
- Too Young to Know (1945)
- O.S.S. (1946)
- Mr. Ace (1946)
- The Fabulous Joe (1947)
- Heaven Only Knows (1947)
- It Had to Be You (1947)
- Down to Earth (1947)
- Christmas Eve (1947)
- Curley (1947)
- The Flame (1947)
- La dama de Xangai (The Lady from Shanghai) (1947)
- On Our Merry Way (1948)
- Here Comes Trouble (1948)
- I, Jane Doe (1948)
- Fort Oest (Station West) (1948)
- Who Killed Doc Robbin (1948)
- The Girl from Manhattan (1948)
- The Fuller Brush Man (1948)
- My Dear Secretary (1948)
- Mr. Soft Touch (1949)
- Lucky Stiff (1949)
- Miss Grant Takes Richmond (1949)
- The Good Humor Man (1950)
- Kill the Umpire (1950)
- Rogues of Sherwood Forest (1950)
- Els problemes de la Sally (The Fuller Brush Girl) (1950)
- Valentino (1951)
- Chicago Calling (1952)
- La llei de la força (The Big Trees) (1952)
- Jack and the Beanstalk (1952)
- Loan Shark (1952)
- Three for Bedroom C (1952)
- Ruby Gentry (1952)
- The Moonlighter (1953)
- The Square Jungle (1955)
- Hell's Horizon (1955)
- There's Always Tomorrow (1956)
- Presa valuosa (The Tall T) (1957)
- The Monster That Challenged the World (1957)
- Decisió a Sundown (Decision at Sundown) (1957)
- Cavalcant en solitari (Ride Lonesome) (1959)
- Lad, A Dog (1962)